# Cicurug (Majalengka)
Cicurug is een bestuurslaag in het regentschap Majalengka van de provincie West-Java, Indonesië. Cicurug telt 6191 inwoners (volkstelling 2010).